# Mosconi Cup
De Mosconi Cup is een jaarlijks poolbiljarttoernooi in de spelsoort 9-ball, waarbij een team uit Europa het opneemt tegen een team uit de Verenigde Staten. Beide teams bestaan uit vijf tot acht spelers. Het toernooi werd voor het eerst gespeeld in 1994 ter nagedachtenis aan de in 1993 overleden biljartlegende Willie Mosconi. Na een gelijke eindstand behoudt de vorige winnaar de titel. Vanaf 2003 wordt het toernooi in de oneven jaren in Las Vegas gespeeld en in de even jaren ergens in Europa. In 2021 en 2022 is dit omgedraaid vanwege de coronapandemie die in 2020 uitbrak, waardoor het in 2021 niet mogelijk was om naar Las Vegas te gaan. Daarom is er in 2021 in Europa gespeeld en in 2022 in Las Vegas. Vanaf dat moment wordt in de oneven jaren in Europa gespeeld en in de even jaren in Las Vegas.
In de beide eerste toernooien werd gespeeld om 16 punten. Dat aantal werd in de loop der jaren verminderd. Vanaf 2007 wordt gespeeld om 11 gewonnen sets (best-of-21). 

## Statistieken
| Jaar | Locatie        | Winnaar          | Winnaar    | Verliezer        | Verliezer  | Waardevolste speler |
| ---- | -------------- | ---------------- | ---------- | ---------------- | ---------- | ------------------- |
| 1994 | Londen         | Verenigde Staten | 16         | Europa           | 12         |                     |
| 1995 | Essex          | Europa           | 16         | Verenigde Staten | 15         |                     |
| 1996 | Londen         | Verenigde Staten | 15         | Europa           | 13         |                     |
| 1997 | Londen         | Verenigde Staten | 13         | Europa           | 8          |                     |
| 1998 | Londen         | Verenigde Staten | 13         | Europa           | 9          |                     |
| 1999 | Londen         | Verenigde Staten | 12         | Europa           | 7          |                     |
| 2000 | Londen         | Verenigde Staten | 12         | Europa           | 9          |                     |
| 2001 | Londen         | Verenigde Staten | 12         | Europa           | 1          |                     |
| 2002 | Londen         | Europa           | 12         | Verenigde Staten | 9          |                     |
| 2003 | Las Vegas      | Verenigde Staten | 11         | Europa           | 9          | Mika Immonen        |
| 2004 | Egmond aan Zee | Verenigde Staten | 12         | Europa           | 9          | Rodney Morris       |
| 2005 | Las Vegas      | Verenigde Staten | 11         | Europa           | 6          | Earl Strickland     |
| 2006 | Rotterdam      | Gelijkspel       | Gelijkspel | Gelijkspel       | Gelijkspel | Corey Deuel         |
| 2007 | Las Vegas      | Europa           | 11         | Verenigde Staten | 8          | Tony Drago          |
| 2008 | San Ġiljan     | Europa           | 11         | Verenigde Staten | 5          | Mika Immonen        |
| 2009 | Las Vegas      | Verenigde Staten | 11         | Europa           | 7          | Dennis Hatch        |
| 2010 | Londen         | Europa           | 11         | Verenigde Staten | 8          | Darren Appleton     |
| 2011 | Las Vegas      | Europa           | 11         | Verenigde Staten | 7          | Niels Feijen        |
| 2012 | Londen         | Europa           | 11         | Verenigde Staten | 9          | Chris Melling       |
| 2013 | Las Vegas      | Europa           | 11         | Verenigde Staten | 2          | Niels Feijen        |
| 2014 | Blackpool      | Europa           | 11         | Verenigde Staten | 5          | Niels Feijen        |
| 2015 | Las Vegas      | Europa           | 11         | Verenigde Staten | 7          | Niels Feijen        |
| 2016 | Londen         | Europa           | 11         | Verenigde Staten | 3          | Albin Ouschan       |
| 2017 | Las Vegas      | Europa           | 11         | Verenigde Staten | 4          | Joshua Filler       |
| 2018 | Londen         | Verenigde Staten | 11         | Europa           | 9          | Skyler Woodward     |
| 2019 | Las Vegas      | Verenigde Staten | 11         | Europa           | 8          | Skyler Woodward     |
| 2020 | Coventry       | Europa           | 11         | Verenigde Staten | 3          | Jayson Shaw         |
| 2021 | Londen         | Europa           | 11         | Verenigde Staten | 6          | Jayson Shaw         |
| 2022 | Las Vegas      | Europa           | 11         | Verenigde Staten | 7          |                     |

Nederlandse deelnemers
- Niels Feijen (13 deelnames)
- Nick van den Berg (8 deelnames)
- Alex Lely (2 deelnames, 2x coach/captain)
- Johan Ruijsink (9x coach/captain)